# Carlo Bazzi
Carlo Bazzi (* 6. Juli 1875 in Turin; † 7. Mai 1947 in Mailand) war ein italienischer Maler, Glasmaler und Mitgründer einer Buntglasfabrik.

## Leben
Bazzi studierte an der Accademia di Belle Arti di Brera bei Giuseppe Bertini und Vespasiano Bignami. Er widmete sich zunächst der Gebirgslandschafts- und Marinemalerei, dann der Glasmalerei und gründete im Jahr 1906 gemeinsam mit Salvatore Corvaya die „Vetreria Corvaya e Bazzi“. Bilder von Bazzi waren in der Sammlung der Banca Commerciale Italiana zu finden.
Die Zeichnungen Bazzis wurden für kunstvolle Glasfenster verwendet, die für die Farben und Details bekannt waren, während Corvaya besonders an der Produktion und Verwaltung der Kunstwerkstatt beteiligt war. Seine Kunstwerkstatt wurde im frühen 20. Jahrhundert international berühmt für die Seltenheit und Perfektion der Fenster in einer Art von Cloisonné-Technik. Mit dieser Technik wurden Arbeiten mit einer großen Vielfalt in der Abstufung von Farben durchgeführt.
Ab 1937 wurde Arrigo Parnisari Schüler von Bazzi, von dem er, wie viele andere Maler seiner Zeit, den Einfluss der veristischen Bewegung erhielt.

## Ausstellungen
- 1894 Nationale Ausstellung von Mailand
- 1900: „Quarta esposizione triennale“ von Mailand (das Werk Levata del Sole allo Spluga. 1900)[4][5]
- 1922 Nationale Kunstausstellung von Brera, mit der Arbeit Verso sera

## Werke (Auswahl)

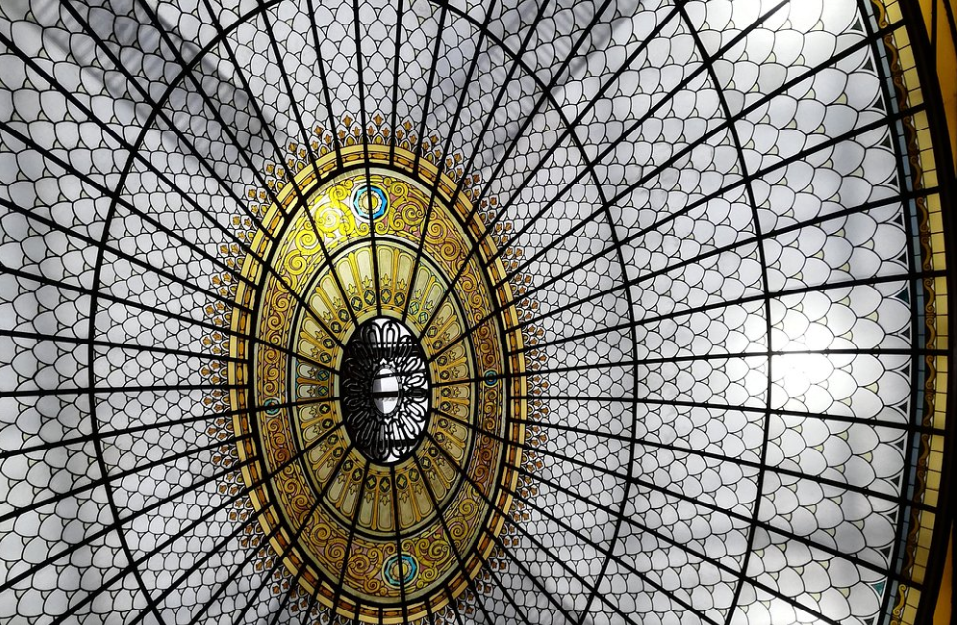
Oberlicht im Palazzo Edison

- Großes Oberlicht im Palazzo della Società per le Strade Ferrate del Mediterraneo (Palazzo Edison, im „Salone degli sportelli“, die Eisenkonstruktion ist ein Werk der Brüder Bombelli, das bemalte Glas stammt von „Corvaya e Bazzi“)[6][7]
- Chiesa di S. Giuseppe al Policlinico, Mailand, Kirchenfenster: „Beata Bartolomea Capitanio“, „San Camillo de Lellis“, „Sant’Agnese“, „San Vincenzo de Paoli“, je 70 × 180 cm[8]
- Drei Buntglasfenster in der Ospedale Maggiore[9][10]
- Werke Bazzis befinden sich in Mailand sich unter anderem im Museum der Piazza Scala, Gallerie d’Italia, der Galerie für moderne Kunst, im Palazzo Mezzanotte (Palazzo della Borsa, Banca d’Italia, Glasmalerei), in den Collezioni d’Arte der Fondazione Cariplo, in der Ambrosianische Bibliothek (Glasmalerei), in der Ambrosiana Pinacoteca (Buntglas), in der Società e Artisti Patriottica
- Villa della Regina (Margherita di Savoia Glasmalerei) in Bordighera
- Pinacoteca Verbanese, Magazzeno Storico Verbanese in Verbania.

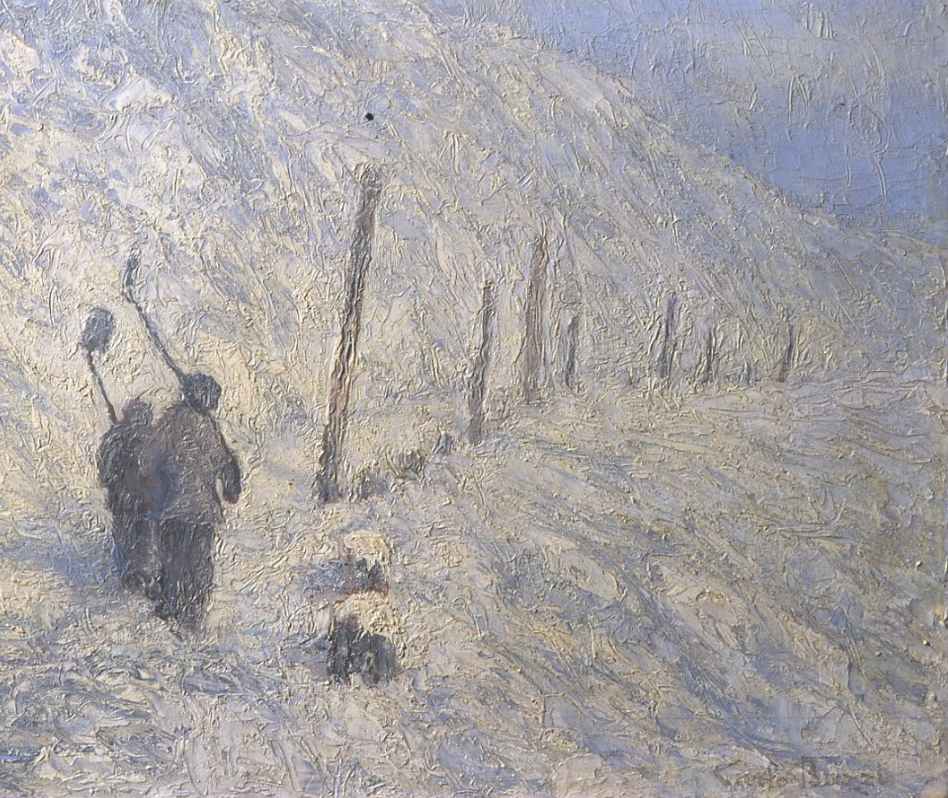
Lo Spluga. Banca Intesa Sanpaolo, Gallerie d’Italia
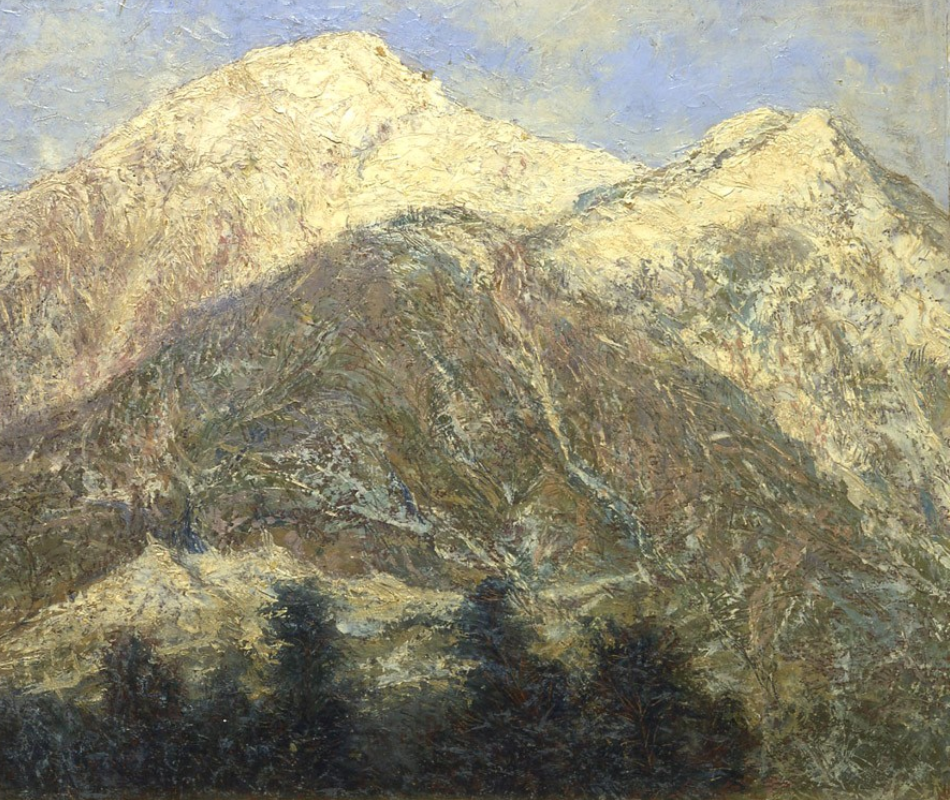
L'alta valle d'Ayas. Banca Intesa Sanpaolo, Gallerie d’Italia
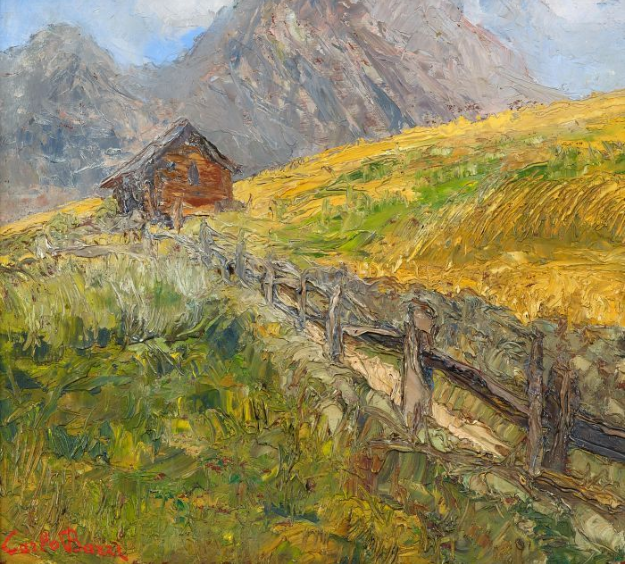
Lierna Lake Como
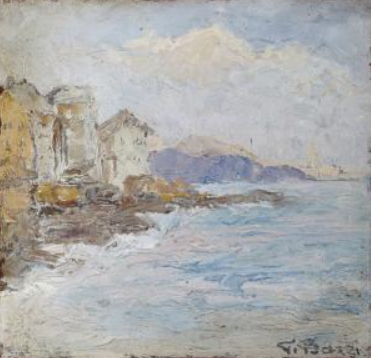
Portofino
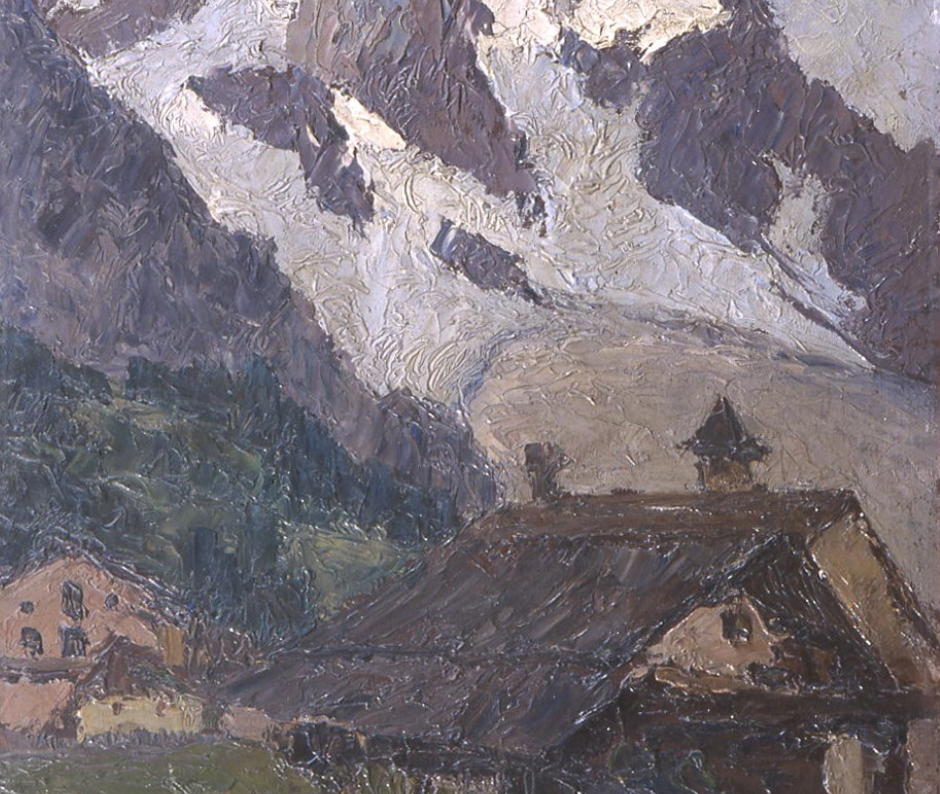
Pomeriggio a Entreves. Banca Intesa Sanpaolo, Gallerie d’Italia